# Корконио (Новара)
Корконио је насеље у Италији у округу Новара, региону Пијемонт.
Према процени из 2011. у насељу је живело 38 становника. Насеље се налази на надморској висини од 350 м.